# Skilanglauf-Alpencup 2009/10
Der Skilanglauf-Alpencup 2009/10 war eine von der FIS organisierte Wettkampfserie, die am 12. Dezember 2009 in Alta Badia begann und am 14. März 2010 in Rogla endete.

## Männer

### Resultate
| 1. Alpencup in Alta Badia, 12. und 13. Dezember 2009 | 1. Alpencup in Alta Badia, 12. und 13. Dezember 2009 | 1. Alpencup in Alta Badia, 12. und 13. Dezember 2009 | 1. Alpencup in Alta Badia, 12. und 13. Dezember 2009 | 1. Alpencup in Alta Badia, 12. und 13. Dezember 2009 |
| ---------------------------------------------------- | ---------------------------------------------------- | ---------------------------------------------------- | ---------------------------------------------------- | ---------------------------------------------------- |
| Datum                                                | Disziplin                                            | Erster Platz                                         | Zweiter Platz                                        | Dritter Platz                                        |
| 12. Dezember 2009                                    | 15 km klassisch                                      | Giovanni Gullo                                       | Benjamin Seifert                                     | Paul Constantin Pepene                               |
| 13. Dezember 2009                                    | 15 km Freistil Mst.                                  | Paul Constantin Pepene                               | Thomas Moriggl                                       | Bruno Debertolis                                     |

| 2. Alpencup in Hochfilzen, 18. bis 20. Dezember 2009 | 2. Alpencup in Hochfilzen, 18. bis 20. Dezember 2009 | 2. Alpencup in Hochfilzen, 18. bis 20. Dezember 2009 | 2. Alpencup in Hochfilzen, 18. bis 20. Dezember 2009 | 2. Alpencup in Hochfilzen, 18. bis 20. Dezember 2009 |
| ---------------------------------------------------- | ---------------------------------------------------- | ---------------------------------------------------- | ---------------------------------------------------- | ---------------------------------------------------- |
| Datum                                                | Disziplin                                            | Erster Platz                                         | Zweiter Platz                                        | Dritter Platz                                        |
| 18. Dezember 2009                                    | Sprint Freistil                                      | Oliver Wünsch                                        | Max Bergmann                                         | Jegor Sorin                                          |
| 19. Dezember 2009                                    | 10 km Freistil                                       | Remo Fischer                                         | Tom Reichelt                                         | Andreas Katz                                         |
| 20. Dezember 2009                                    | 15 km klassisch Mst                                  | Dietmar Nöckler                                      | Andreas Katz                                         | Andy Kühne                                           |

| 3. Alpencup in Oberwiesenthal, 9. und 10. Januar 2010 | 3. Alpencup in Oberwiesenthal, 9. und 10. Januar 2010 | 3. Alpencup in Oberwiesenthal, 9. und 10. Januar 2010 | 3. Alpencup in Oberwiesenthal, 9. und 10. Januar 2010 | 3. Alpencup in Oberwiesenthal, 9. und 10. Januar 2010 |
| ----------------------------------------------------- | ----------------------------------------------------- | ----------------------------------------------------- | ----------------------------------------------------- | ----------------------------------------------------- |
| Datum                                                 | Disziplin                                             | Erster Platz                                          | Zweiter Platz                                         | Dritter Platz                                         |
| 9. Januar 2010                                        | Sprint Freistil                                       | Fulvio Scola                                          | Dietmar Nöckler                                       | Valerio Leccardi                                      |
| 10. Januar 2010                                       | 15 km klassisch                                       | Dietmar Nöckler                                       | Giovanni Gullo                                        | Andreas Katz                                          |

| 4. Alpencup in Campra, 6. und 7. Februar 2010 | 4. Alpencup in Campra, 6. und 7. Februar 2010 | 4. Alpencup in Campra, 6. und 7. Februar 2010 | 4. Alpencup in Campra, 6. und 7. Februar 2010 | 4. Alpencup in Campra, 6. und 7. Februar 2010 |
| --------------------------------------------- | --------------------------------------------- | --------------------------------------------- | --------------------------------------------- | --------------------------------------------- |
| Datum                                         | Disziplin                                     | Erster Platz                                  | Zweiter Platz                                 | Dritter Platz                                 |
| 6. Februar 2010                               | Sprint Freistil                               | Dietmar Nöckler                               | Andreas Katz                                  | Martin Jäger                                  |
| 7. Februar 2010                               | 15 km Freistil                                | Andreas Katz                                  | Bastien Poirrier                              | Benoît-Gilles Dufourd                         |

| 5. Alpencup in Forni di Sopra, 12. bis 14. Februar 2010 | 5. Alpencup in Forni di Sopra, 12. bis 14. Februar 2010 | 5. Alpencup in Forni di Sopra, 12. bis 14. Februar 2010 | 5. Alpencup in Forni di Sopra, 12. bis 14. Februar 2010 | 5. Alpencup in Forni di Sopra, 12. bis 14. Februar 2010 |
| ------------------------------------------------------- | ------------------------------------------------------- | ------------------------------------------------------- | ------------------------------------------------------- | ------------------------------------------------------- |
| Datum                                                   | Disziplin                                               | Erster Platz                                            | Zweiter Platz                                           | Dritter Platz                                           |
| 12. Februar 2010                                        | Sprint klassisch                                        | Andrea Zattoni                                          | Nicola Morandini                                        | Fulvio Scola                                            |
| 13. Februar 2010                                        | 10 km klassisch                                         | Hannes Dotzler                                          | Giovanni Gullo                                          | Luca Orlandi                                            |
| 14. Februar 2010                                        | 15 km Freistil Handicap                                 | Fulvio Scola                                            | Dietmar Nöckler                                         | Giovanni Gullo                                          |

| 6. Alpencup in Gsies, 21. Februar 2010 | 6. Alpencup in Gsies, 21. Februar 2010 | 6. Alpencup in Gsies, 21. Februar 2010 | 6. Alpencup in Gsies, 21. Februar 2010 | 6. Alpencup in Gsies, 21. Februar 2010 |
| -------------------------------------- | -------------------------------------- | -------------------------------------- | -------------------------------------- | -------------------------------------- |
| Datum                                  | Disziplin                              | Erster Platz                           | Zweiter Platz                          | Dritter Platz                          |
| 21. Februar 2010                       | 42 km Freistil Mst.                    | Alexandre Rousselet                    | Benoît Chauvet                         | Marcus Enders                          |

| 7. Alpencup in La Féclaz, 5. bis 7. März 2010 | 7. Alpencup in La Féclaz, 5. bis 7. März 2010 | 7. Alpencup in La Féclaz, 5. bis 7. März 2010 | 7. Alpencup in La Féclaz, 5. bis 7. März 2010 | 7. Alpencup in La Féclaz, 5. bis 7. März 2010 |
| --------------------------------------------- | --------------------------------------------- | --------------------------------------------- | --------------------------------------------- | --------------------------------------------- |
| Datum                                         | Disziplin                                     | Erster Platz                                  | Zweiter Platz                                 | Dritter Platz                                 |
| 5. März 2010                                  | Teamsprint klassisch                          | Deutschland IAndy Kühne Andreas Katz          | Frankreich IIIRomain Vandel Cyril Miranda     | Österreich IMarkus Bader Manuel Hirner        |
| 7. März 2010                                  | 10 km Freistil Mst                            | Robin Duvillard                               | Christophe Perrillat                          | Adrien Mougel                                 |

| 8. Alpencup in Rogla, 12. bis 14. März 2010 | 8. Alpencup in Rogla, 12. bis 14. März 2010 | 8. Alpencup in Rogla, 12. bis 14. März 2010 | 8. Alpencup in Rogla, 12. bis 14. März 2010 | 8. Alpencup in Rogla, 12. bis 14. März 2010 |
| ------------------------------------------- | ------------------------------------------- | ------------------------------------------- | ------------------------------------------- | ------------------------------------------- |
| Datum                                       | Disziplin                                   | Erster Platz                                | Zweiter Platz                               | Dritter Platz                               |
| 12. März 2010                               | 3 km klassisch                              | Dietmar Nöckler                             | Jürgen Pinter                               | Thomas Bing                                 |
| 13. März 2010                               | 10 km klassisch Mst.                        | Romain Vandel                               | Benjamin Seifert                            | Fulvio Scola                                |
| 14. März 2010                               | 15 km Handicap                              | Fulvio Scola                                | Romain Vandel                               | Jürgen Pinter                               |

### U20 Resultate
| Datum             | Austragungsort     | Disziplin               | Sieger                                | Zweiter                              | Dritter                                      |
| ----------------- | ------------------ | ----------------------- | ------------------------------------- | ------------------------------------ | -------------------------------------------- |
| 12. Dezember 2009 | Alta Badia         | 10 km klassisch         | Lucas Bögl                            | Thomas Bing                          | Hannes Dotzler                               |
| 13. Dezember 2009 | Alta Badia         | 15 km Freistil Mst.     | Thomas Bing                           | Lucas Bögl                           | Petrică Hogiu                                |
| 18. Dezember 2009 | Hochfilzen         | Sprint Freistil         | Sebastian Eisenlauer                  | Michael Schnetzer                    | Roman Furger                                 |
| 19. Dezember 2009 | Hochfilzen         | 10 km Freistil          | Roman Furger                          | Thomas Bing                          | Valentin Mättig                              |
| 20. Dezember 2009 | Hochfilzen         | 15 km klassisch Mst     | Thomas Wick                           | Lucas Bögl                           | Stefano Gardener                             |
| 10. Januar 2010   | Oberwiesenthal     | 10 km klassisch         | Aurelius Herburger                    | Markus Weeger                        | Alexander Wolz                               |
| 6. Februar 2010   | Campra             | Sprint Freistil         | Baptiste Gros                         | Sebastian Eisenlauer                 | Markus Weeger                                |
| 7. Februar 2010   | Campra             | 10 km Freistil          | Jonas Baumann                         | Baptiste Gros                        | Paul Goalabre                                |
| 12. Februar 2010  | Forni di Sopra     | Sprint klassisch        | Sebastian Eisenlauer                  | Dominik Baldauf                      | Ruben Bozzetta                               |
| 14. Februar 2010  | Forni di Sopra     | 15 km Freistil Handicap | Lucas Bögl                            | Thomas Bing                          | Hannes Dotzler                               |
| 19. Februar 2010  | Monguelfo-Welsberg | Sprint Freistil         | Sebastian Eisenlauer                  | Thomas Bing                          | Aurelius Herburger                           |
| 21. Februar 2010  | Gsies              | 30 km Freistil Mst.     | Candide Pralong                       | Enrico Nizzi                         | Renaud Jay                                   |
| 5. März 2010      | La Féclaz          | Teamsprint klassisch    | Schweiz IJovian Hediger Ueli Schnider | Schweiz IIJonas Baumann Roman Furger | Italien Stefano Gardener Federico Pellegrino |
| 7. März 2010      | La Féclaz          | 10 km Freistil Mst      | Thomas Bing                           | Roman Furger                         | Lucas Bögl                                   |
| 13. März 2010     | Rogla              | 10 km klassisch Mst.    | Hannes Dotzler                        | Thomas Bing                          | Lucas Bögl                                   |
| 14. März 2010     | Rogla              | 15 km Handicap          | Thomas Bing                           | Hannes Dotzler                       | Lucas Bögl                                   |

### Gesamtwertung Männer
| Rang | Name                  | Punkte |
| ---- | --------------------- | ------ |
| 01   | Dietmar Nöckler       | 1048   |
| 02   | Fulvio Scola          | 768    |
| 03   | Andreas Katz          | 739    |
| 04   | Andy Kühne            | 650    |
| 05   | Giovanni Gullo        | 566    |
| 06   | Romain Vandel         | 539    |
| 07   | Benjamin Seifert      | 481    |
| 08   | Daniel Yeuilla        | 458    |
| 09   | Stefan Seifert        | 434    |
| 10   | Nicola Morandini      | 415    |
| 11.  | Bastien Poirrier      | 391    |
| 12.  | Luca Orlandi          | 388    |
| 13.  | Mathias Wibault       | 345    |
| 14.  | Adrien Mougel         | 332    |
| 15.  | Marcus Enders         | 282    |
| 16.  | Bruno Debertolis      | 267    |
| 17.  | Jürgen Pinter         | 248    |
| 18.  | Thomas Moriggl        | 245    |
| 19.  | Benoît-Gilles Dufourd | 242    |
| 20.  | Bernhard Tritscher    | 234    |
| 21.  | Fabrizio Clementi     | 231    |
| 22.  | Philipp Marschall     | 227    |
| 23.  | Mattia Pellegrin      | 213    |
| 24.  | Benoît Chauvet        | 186    |
| 25.  | Markus Bader          | 168    |
| 26.  | Andy Gerstenberger    | 168    |
| 27.  | Oliver Wünsch         | 164    |
| 27.  | Agostino Zortea       | 164    |
| 29.  | Marco Mühlematter     | 161    |
| 30.  | Tom Reichelt          | 146    |
| 31.  | Johannes Dürr         | 139    |
| 32.  | Thomas Grader         | 136    |
| 33.  | Manuel Hirner         | 124    |
| 34.  | Alan Martinelli       | 115    |
| 35.  | Martin Jäger          | 114    |
| 36.  | Robin Duvillard       | 112    |
| 37.  | Andrea Zattoni        | 111    |
| 38.  | Federico Pellegrino   | 108    |
| 39.  | Max Bergmann          | 104    |
| 40.  | Alexandre Rousselet   | 100    |

| Rang | Name                   | Punkte |
| ---- | ---------------------- | ------ |
| 41.  | Sergio Rigoni          | 99     |
| 42.  | Thomas Ebner           | 97     |
| 43.  | Pierre Guedon          | 91     |
| 44.  | Alex Vanzetta          | 90     |
| 45.  | Cyril Gaillard         | 87     |
| 46.  | Vincent Duchene        | 83     |
| 47.  | Marco Fiorentini       | 81     |
| 48.  | Christophe Perrillat   | 80     |
| 49.  | Ivan Perrillat Boiteux | 77     |
| 50.  | Philipp Bachl          | 74     |
| 51.  | Valerio Leccardi       | 73     |
| 52.  | Daniel Heun            | 70     |
| 53.  | Lars Hänel             | 68     |
| 53.  | Clement Molliet        | 68     |
| 55.  | Remo Fischer           | 67     |
| 56.  | Jöri Kindschi          | 65     |
| 57.  | Florian Kostner        | 64     |
| 58.  | Domen Potocnik         | 62     |
| 59.  | Mickael Bonthoux       | 62     |
| 60.  | Mauro Gruber           | 61     |
| 61.  | Dominik Volken         | 55     |
| 62.  | Damien Ambrosetti      | 52     |
| 63.  | Vicenç Vilarrubla      | 51     |
| 64.  | Diego Ruiz             | 47     |
| 65.  | Harald Wurm            | 46     |
| 66.  | Nicolas Perrier        | 45     |
| 67.  | Matija Rimahazi        | 44     |
| 68.  | Pierre Chauvet         | 40     |
| 68.  | Daniele Chioda         | 40     |
| 68.  | Cyril Miranda          | 40     |
| 68.  | Florian Rohde          | 40     |
| 72.  | Christof Sabransky     | 38     |
| 73.  | Noe Tüfer              | 37     |
| 74.  | Michael Eberharter     | 33     |
| 75.  | Gregor Kralj           | 32     |
| 76.  | Emilien Buisson        | 29     |
| 76.  | Thomas Diezig          | 29     |
| 78.  | Claudio Consagra       | 27     |
| 79.  | Daniele Compagnoni     | 26     |
| 80.  | Josef Wenzl            | 24     |

| Rang | Name                | Punkte |
| ---- | ------------------- | ------ |
| 81.  | Timo Kürner         | 23     |
| 82.  | Gaudenz Flury       | 22     |
| 82.  | Loris Frasnelli     | 22     |
| 82.  | Mirco Pezzo         | 22     |
| 85.  | Geoffroy Pais       | 21     |
| 86.  | Andreas Waldmeier   | 20     |
| 87.  | Javier Gutierrez    | 19     |
| 87.  | Roy Meingast        | 19     |
| 87.  | Lukas Weitgasser    | 19     |
| 90.  | Louis Descamps      | 16     |
| 91.  | Ioseba Rojo         | 15     |
| 92.  | Manuel Schnurrer    | 14     |
| 93.  | Jan-Merlin Liederer | 13     |
| 94.  | Remi Damevin        | 11     |
| 94.  | Richard Tiraboschi  | 11     |
| 94.  | Richard Vuillermoz  | 11     |
| 97.  | David Wieser        | 10     |
| 98.  | Antonin Bescond     | 10     |
| 99.  | Giuliano Braus      | 9      |
| 99.  | Bastien Buttin      | 9      |
| 99.  | Erik Hänel          | 9      |
| 99.  | Anze Repansek       | 9      |
| 103. | Alexis Bœuf         | 8      |
| 103. | Glauco Pizzutto     | 8      |
| 103. | Kevin Sandau        | 8      |
| 106. | Etienne Burel       | 7      |
| 106. | Antonio Puntel      | 7      |
| 106. | Stefan Schuster     | 7      |
| 109. | Luca De Manincor    | 6      |
| 109. | Pate Neumann        | 6      |
| 111. | Matteo Ceol         | 5      |
| 111. | Stefan Roseberger   | 5      |
| 113. | Phlip Furrer        | 4      |
| 114. | Martin Bouchet      | 3      |
| 114. | Yann Soubeyrand     | 3      |
| 116. | Markus Keplinger    | 2      |
| 116. | Riccardo Romani     | 2      |
| 118. | Daniel Hackhofer    | 1      |
| 118. | Janmatie Kostner    | 1      |

| Endstand (Top 10) |                      |        |
| \| Rang \| Name \| Punkte \| \| ---- \| -------------------- \| ------ \| \| 01 \| Thomas Bing \| 723 \| \| 02 \| Lucas Bögl \| 647 \| \| 03 \| Sebastian Eisenlauer \| 624 \| \| 04 \| Aurelius Herburger \| 543 \| \| 05 \| Federico Pellegrino \| 451 \| \| 06 \| Markus Weeger \| 395 \| \| 07 \| Hannes Dotzler \| 377 \| \| 08 \| Roman Furger \| 363 \| \| 09 \| Michael Schnetzer \| 349 \| \| 10 \| Enrico Nizzi \| 340 \| |                      |        |
| Rang | Name                 | Punkte |
| 01 | Thomas Bing          | 723    |
| 02 | Lucas Bögl           | 647    |
| 03 | Sebastian Eisenlauer | 624    |
| 04 | Aurelius Herburger   | 543    |
| 05 | Federico Pellegrino  | 451    |
| 06 | Markus Weeger        | 395    |
| 07 | Hannes Dotzler       | 377    |
| 08 | Roman Furger         | 363    |
| 09 | Michael Schnetzer    | 349    |
| 10 | Enrico Nizzi         | 340    |

## Frauen

### Resultate
| 1. Alpencup in Alta Badia, 12. und 13. Dezember 2009 | 1. Alpencup in Alta Badia, 12. und 13. Dezember 2009 | 1. Alpencup in Alta Badia, 12. und 13. Dezember 2009 | 1. Alpencup in Alta Badia, 12. und 13. Dezember 2009 | 1. Alpencup in Alta Badia, 12. und 13. Dezember 2009 |
| ---------------------------------------------------- | ---------------------------------------------------- | ---------------------------------------------------- | ---------------------------------------------------- | ---------------------------------------------------- |
| Datum                                                | Disziplin                                            | Erster Platz                                         | Zweiter Platz                                        | Dritter Platz                                        |
| 12. Dezember 2009                                    | 10 km klassisch                                      | Julija Tschekaljowa                                  | Katerina Smutna                                      | Élodie Bourgeois-Pin                                 |
| 13. Dezember 2009                                    | 10 km Freistil Mst.                                  | Anouk Faivre Picon                                   | Laura Orgué                                          | Elisa Brocard                                        |

| 2. Alpencup in Hochfilzen, 18. bis 20. Dezember 2009 | 2. Alpencup in Hochfilzen, 18. bis 20. Dezember 2009 | 2. Alpencup in Hochfilzen, 18. bis 20. Dezember 2009 | 2. Alpencup in Hochfilzen, 18. bis 20. Dezember 2009 | 2. Alpencup in Hochfilzen, 18. bis 20. Dezember 2009 |
| ---------------------------------------------------- | ---------------------------------------------------- | ---------------------------------------------------- | ---------------------------------------------------- | ---------------------------------------------------- |
| Datum                                                | Disziplin                                            | Erster Platz                                         | Zweiter Platz                                        | Dritter Platz                                        |
| 18. Dezember 2009                                    | Sprint Freistil                                      | Laurien van der Graaff                               | Denise Herrmann                                      | Manuela Henkel                                       |
| 19. Dezember 2009                                    | 5 km Freistil                                        | Nicole Fessel                                        | Alena Sannikawa                                      | Tatjana Jambajewa                                    |
| 20. Dezember 2009                                    | 10 km klassisch Mst.                                 | Alena Sannikawa                                      | Virginia De Martin Topranin                          | Caroline Weibel                                      |

| 3. Alpencup in Oberwiesenthal, 9. und 10. Januar 2010 | 3. Alpencup in Oberwiesenthal, 9. und 10. Januar 2010 | 3. Alpencup in Oberwiesenthal, 9. und 10. Januar 2010 | 3. Alpencup in Oberwiesenthal, 9. und 10. Januar 2010 | 3. Alpencup in Oberwiesenthal, 9. und 10. Januar 2010 |
| ----------------------------------------------------- | ----------------------------------------------------- | ----------------------------------------------------- | ----------------------------------------------------- | ----------------------------------------------------- |
| Datum                                                 | Disziplin                                             | Erster Platz                                          | Zweiter Platz                                         | Dritter Platz                                         |
| 9. Januar 2010                                        | Sprint Freistil                                       | Daria Gaiazova                                        | Bettina Gruber                                        | Manon Locatelli                                       |
| 10. Januar 2010                                       | 10 km klassisch                                       | Laurence Rochat                                       | Daria Gaiazova                                        | Seraina Mischol                                       |

| 4. Alpencup in Campra, 6. und 7. Februar 2010 | 4. Alpencup in Campra, 6. und 7. Februar 2010 | 4. Alpencup in Campra, 6. und 7. Februar 2010 | 4. Alpencup in Campra, 6. und 7. Februar 2010 | 4. Alpencup in Campra, 6. und 7. Februar 2010 |
| --------------------------------------------- | --------------------------------------------- | --------------------------------------------- | --------------------------------------------- | --------------------------------------------- |
| Datum                                         | Disziplin                                     | Erster Platz                                  | Zweiter Platz                                 | Dritter Platz                                 |
| 6. Februar 2010                               | Sprint Freistil                               | Denise Herrmann                               | Anouk Faivre Picon                            | Seraina Boner                                 |
| 7. Februar 2010                               | 10 km Freistil                                | Monique Siegel                                | Anouk Faivre Picon                            | Coraline Hugue                                |

| 5. Alpencup in Forni di Sopra, 12. bis 14. Februar 2010 | 5. Alpencup in Forni di Sopra, 12. bis 14. Februar 2010 | 5. Alpencup in Forni di Sopra, 12. bis 14. Februar 2010 | 5. Alpencup in Forni di Sopra, 12. bis 14. Februar 2010 | 5. Alpencup in Forni di Sopra, 12. bis 14. Februar 2010 |
| ------------------------------------------------------- | ------------------------------------------------------- | ------------------------------------------------------- | ------------------------------------------------------- | ------------------------------------------------------- |
| Datum                                                   | Disziplin                                               | Erster Platz                                            | Zweiter Platz                                           | Dritter Platz                                           |
| 12. Februar 2010                                        | Sprint klassisch                                        | Denise Herrmann                                         | Seraina Boner                                           | Laurien van der Graaff                                  |
| 13. Februar 2010                                        | 5 km klassisch                                          | Seraina Boner                                           | Lucia Anger                                             | Virginia De Martin Topranin                             |
| 14. Februar 2010                                        | 10 km Freistil Handicap                                 | Anouk Faivre Picon                                      | Seraina Boner                                           | Denise Herrmann                                         |

| 6. Alpencup in Monguelfo-Welsberg und Gsies, 19. und 21. Februar 2010 | 6. Alpencup in Monguelfo-Welsberg und Gsies, 19. und 21. Februar 2010 | 6. Alpencup in Monguelfo-Welsberg und Gsies, 19. und 21. Februar 2010 | 6. Alpencup in Monguelfo-Welsberg und Gsies, 19. und 21. Februar 2010 | 6. Alpencup in Monguelfo-Welsberg und Gsies, 19. und 21. Februar 2010 |
| --------------------------------------------------------------------- | --------------------------------------------------------------------- | --------------------------------------------------------------------- | --------------------------------------------------------------------- | --------------------------------------------------------------------- |
| Datum                                                                 | Disziplin                                                             | Erster Platz                                                          | Zweiter Platz                                                         | Dritter Platz                                                         |
| 19. Februar 2010                                                      | Sprint Freistil                                                       | Laurien van der Graaff                                                | Gaia Vuerich                                                          | Manon Locatelli                                                       |
| 21. Februar 2010                                                      | 30 km Freistil Mst.                                                   | Anouk Faivre Picon                                                    | Stephanie Santer                                                      | Marina Piller                                                         |

| 7. Alpencup in La Féclaz, 5. bis 7. März 2010 | 7. Alpencup in La Féclaz, 5. bis 7. März 2010 | 7. Alpencup in La Féclaz, 5. bis 7. März 2010 | 7. Alpencup in La Féclaz, 5. bis 7. März 2010 | 7. Alpencup in La Féclaz, 5. bis 7. März 2010 |
| --------------------------------------------- | --------------------------------------------- | --------------------------------------------- | --------------------------------------------- | --------------------------------------------- |
| Datum                                         | Disziplin                                     | Erster Platz                                  | Zweiter Platz                                 | Dritter Platz                                 |
| 5. März 2010                                  | Teamsprint klassisch                          | Deutschland ITheresa Eichhorn Hanna Kolb      | Frankreich ICélia Aymonier Marion Colin       | Italien IFrancesca Di Sopra Gaia Vuerich      |
| 7. März 2010                                  | 5 km Freistil Mst                             | Emilie Vina                                   | Laure Barthélémy                              | Anouk Faivre Picon                            |

| 8. Alpencup in Rogla, 12. bis 14. März 2010 | 8. Alpencup in Rogla, 12. bis 14. März 2010 | 8. Alpencup in Rogla, 12. bis 14. März 2010 | 8. Alpencup in Rogla, 12. bis 14. März 2010 | 8. Alpencup in Rogla, 12. bis 14. März 2010 |
| ------------------------------------------- | ------------------------------------------- | ------------------------------------------- | ------------------------------------------- | ------------------------------------------- |
| Datum                                       | Disziplin                                   | Erster Platz                                | Zweiter Platz                               | Dritter Platz                               |
| 12. März 2010                               | 2,5 km klassisch                            | Denise Herrmann                             | Sabrina Bühler                              | Elisa Brocard                               |
| 13. März 2010                               | 5 km klassisch Mst.                         | Elisa Brocard                               | Virginia De Martin Topranin                 | Anouk Faivre Picon                          |
| 14. März 2010                               | 10 km Freistil Handicap                     | Elisa Brocard                               | Anouk Faivre Picon                          | Virginia De Martin Topranin                 |

### U20 Resultate
| Datum             | Austragungsort | Disziplin               | Sieger                                   | Zweiter                                 | Dritter                                 |
| ----------------- | -------------- | ----------------------- | ---------------------------------------- | --------------------------------------- | --------------------------------------- |
| 12. Dezember 2009 | Alta Badia     | 5 km klassisch          | Anja Erzen                               | Lucia Scardoni                          | Christina-Lisa Höck                     |
| 13. Dezember 2009 | Alta Badia     | 10 km Freistil Mst.     | Debora Agreiter                          | Francesca di Sopra                      | Christina-Lisa Höck                     |
| 18. Dezember 2009 | Hochfilzen     | Sprint Freistil         | Nathalie Schwarz                         | Esther Mende                            | Tina Fischer                            |
| 19. Dezember 2009 | Hochfilzen     | 5 km Freistil           | Célia Aymonier                           | Elisabeth Schicho                       | Francesca di Sopra                      |
| 20. Dezember 2009 | Hochfilzen     | 10 km klassisch Mst     | Hanna Kolb                               | Lucia Scardoni                          | Theresa Eichhorn                        |
| 10. Januar 2010   | Oberwiesenthal | 5 km klassisch          | Anja Erzen                               | Hanna Kolb                              | Theresa Eichhorn                        |
| 6. Februar 2010   | Campra         | Sprint Freistil         | Célia Aymonier                           | Christina-Lisa Höck                     | Lucile Mouilleseaux                     |
| 7. Februar 2010   | Campra         | 10 km Freistil          | Célia Aymonier                           | Lucile Mouilleseaux                     | Christa Jäger                           |
| 12. Februar 2010  | Forni di Sopra | Sprint klassisch        | Lucia Anger                              | Sandra Ringwald                         | Gaia Vuerich                            |
| 14. Februar 2010  | Forni di Sopra | 10 km Freistil Handicap | Lucia Anger                              | Sandra Ringwald                         | Célia Aymonier                          |
| 21. Februar 2010  | Gsies          | 30 km Freistil Mst.     | Debora Agreiter                          | Francesca di Sopra                      | Marion Buillet                          |
| 5. März 2010      | La Féclaz      | Teamsprint klassisch    | Deutschland ITheresa Eichhorn Hanna Kolb | Frankreich ICélia Aymonier Marion Colin | Italien Francesca di Sopra Gaia Vuerich |
| 7. März 2010      | La Féclaz      | 5 km Freistil Mst       | Célia Aymonier                           | Hanna Kolb                              | Gaia Vuerich                            |
| 13. März 2010     | Rogla          | 5 km klassisch Mst.     | Anja Erzen                               | Veronika Mayerhofer                     | Teresa Stadlober                        |
| 14. März 2010     | Rogla          | 10 km Handicap          | Anja Erzen                               | Nika Razinger                           | Nathalie Schwarz                        |

### Gesamtwertung Frauen
| Rang | Name                        | Punkte |
| ---- | --------------------------- | ------ |
| 01   | Anouk Faivre Picon          | 1109   |
| 02   | Virginia De Martin Topranin | 864    |
| 03   | Denise Herrmann             | 861    |
| 04   | Monique Siegel              | 630    |
| 05   | Sabrina Bühler              | 541    |
| 06   | Elisa Brocard               | 533    |
| 07   | Aurélie Dabudyk             | 515    |
| 08   | Coraline Hugue              | 512    |
| 09   | Seraina Boner               | 472    |
| 010  | Caroline Weibel             | 405    |
| 11.  | Melissa Gorra               | 403    |
| 12.  | Marina Piller               | 392    |
| 13.  | Sara Pellegrini             | 384    |
| 14.  | Manon Locatelli             | 363    |
| 15.  | Barbara Antonelli           | 335    |
| 16.  | Ilaria Debertolis           | 332    |
| 17.  | Jessica Müller              | 323    |
| 18.  | Maja Benedičič              | 316    |
| 18.  | Tatjana Stiffler            | 316    |
| 20.  | Laurien van der Graaff      | 310    |
| 21.  | Barbara Jezeršek            | 293    |
| 22.  | Mirjam Cossettini           | 287    |
| 23.  | Alenka Čebašek              | 276    |

| Rang | Name                 | Punkte |
| ---- | -------------------- | ------ |
| 24.  | Stephanie Santer     | 241    |
| 25.  | Lena Pichard         | 237    |
| 26.  | Lisa Morandini       | 231    |
| 27.  | Pauline Caprini      | 167    |
| 27.  | Carmen Emmenegger    | 167    |
| 29.  | Laura Orgué          | 155    |
| 30.  | Ursina Badilatti     | 148    |
| 31.  | Laure Barthélémy     | 140    |
| 31.  | Nicole Fessel        | 140    |
| 33.  | Emilie Vina          | 120    |
| 34.  | Manuela Henkel       | 116    |
| 34.  | Laurence Rouchat     | 116    |
| 36.  | Manon Simille        | 109    |
| 37.  | Élodie Bourgeois-Pin | 103    |
| 38.  | Bettina Gruber       | 100    |
| 38.  | Katerina Smutna      | 100    |
| 40.  | Seraina Mischol      | 93     |
| 41.  | Francesca Di Sopra   | 81     |
| 42.  | Silvana Bucher       | 77     |
| 43.  | Valentina Bachmann   | 59     |
| 44.  | Irene Cicolini       | 52     |
| 44.  | Lucy Pichard         | 52     |
| 46.  | Annina Strupler      | 46     |

| Rang | Name                      | Punkte |
| ---- | ------------------------- | ------ |
| 47.  | Sarah Waidelich           | 45     |
| 48.  | Rahel Imoberdorf          | 38     |
| 49.  | Carolin Haibel            | 32     |
| 50.  | Elisa Grill               | 30     |
| 50.  | Jessica Krause            | 30     |
| 52.  | Gaia Vuerich              | 26     |
| 53.  | Clara Chauvet             | 25     |
| 54.  | Ilenia Casali             | 22     |
| 54.  | Andrea Reithmayr          | 22     |
| 54.  | Valentina Vuerich         | 22     |
| 54.  | Celine Vuillermoz         | 22     |
| 58.  | Celia Bourgeois           | 18     |
| 58.  | Solange Chabloz           | 18     |
| 58.  | Aurelia Lanoe             | 18     |
| 61.  | Katja Visnar              | 16     |
| 62.  | Laure Tassion             | 15     |
| 63.  | Marine Dewäle             | 13     |
| 63.  | Natascia Leonardi Cortesi | 13     |
| 65.  | Gaëtane Perret            | 8      |
| 66.  | Manon Andre               | 7      |
| 66.  | Veronica Cavallar         | 7      |
| 68.  | Celine Vuillermoz         | 5      |
| 69.  | Barbara Jäger             | 4      |

| Endstand (Top 10) |                     |        |
| \| Rang \| Name \| Punkte \| \| ---- \| ------------------- \| ------ \| \| 01 \| Célia Aymonier \| 816 \| \| 02 \| Sandra Ringwald \| 532 \| \| 03 \| Christina-Lisa Höck \| 485 \| \| 04 \| Debora Agreiter \| 477 \| \| 05 \| Hanna Kolb \| 440 \| \| 06 \| Lucia Anger \| 413 \| \| 07 \| Gaia Vuerich \| 380 \| \| 08 \| Theresa Eichhorn \| 363 \| \| 09 \| Lucile Mouilleseaux \| 358 \| \| 10 \| Francesca di Sopra \| 340 \| |                     |        |
| Rang | Name                | Punkte |
| 01 | Célia Aymonier      | 816    |
| 02 | Sandra Ringwald     | 532    |
| 03 | Christina-Lisa Höck | 485    |
| 04 | Debora Agreiter     | 477    |
| 05 | Hanna Kolb          | 440    |
| 06 | Lucia Anger         | 413    |
| 07 | Gaia Vuerich        | 380    |
| 08 | Theresa Eichhorn    | 363    |
| 09 | Lucile Mouilleseaux | 358    |
| 10 | Francesca di Sopra  | 340    |